# Самойлик, Анна Сергеевна
А́нна Серге́евна Само́йлик (урожд. Вене́вцева; род. 28 августа 1995, Красноярск) — российская кёрлингистка и гольфистка.
Входит (на 2016) в резервный состав женской сборной России по кёрлингу.

## Достижения в кёрлинге
- Зимние Универсиады: бронза (2019).
- Чемпионат России по кёрлингу среди смешанных команд: бронза (2024).
- Кубок России по кёрлингу среди смешанных команд: золото (2019).
- Чемпионат России по кёрлингу среди студентов: золото (2017[3]), бронза (2016[4]).

## Команды
| Сезон                                               | Четвёртый         | Третий            | Второй              | Первый              | Запасной             | Тренер                                     | Турниры                                   |
| --------------------------------------------------- | ----------------- | ----------------- | ------------------- | ------------------- | -------------------- | ------------------------------------------ | ----------------------------------------- |
| 2016—17                                             | Анна Веневцева    | Анна Грушевская   | Юлдус Балакирева    | Кристина Алейникова |                      | Наталья Веневцева                          | ЧРС 2017 · ЧРЖ 2017 (17 место)            |
| 2016—17                                             | Анна Веневцева    | Ольга Жаркова     | Анна Грушевская     | Юлдус Балакирева    | Кристина Алейникова  | Наталья Веневцева                          | АК 2017 (7 место)                         |
| 2018—19                                             | Анна Веневцева    | Анна Лукьянчикова | Кристина Алейникова | Елена Комлева       | Полина Новиченок     |                                            | КРЖ 2018 (12 место)                       |
| 2018—19                                             | Мария Комарова    | Ульяна Васильева  | Анастасия Даньшина  | Екатерина Кузьмина  | Анна Веневцева       | Алина Ковалёва, Виктор Воробьёв            | ЗУ 2019                                   |
| 2018—19                                             | Анна Веневцева    | Кристина Дудко    | Кристина Алейникова | Евгения Логачёва    |                      |                                            | ЧРЖ 2019 (18 место)                       |
| 2020—21                                             | Анна Самойлик     | Кристина Дудко    | Анастасия Косогор   | Елена Комлева       |                      | Анна Самойлик                              | КРЖ 2020 (10 место)                       |
| 2020—21                                             | Анна Самойлик     | Кристина Дудко    | Анастасия Косогор   | Елена Комлева       | Анастасия Кривошеева | Анна Самойлик, В.В. Величко                | ЧРЖ 2020 (18 место)                       |
| 2021—22                                             | Анна Самойлик     | Юлия Кузнецова    | Алина Кордова       | Анастасия Косогор   | Мария Рыбина         | Анна Самойлик                              | ЧРЖ 2022 (13 место)                       |
| 2022—23                                             | Анна Самойлик     | Юлия Кузнецова    | Алина Кордова       | Мария Рыбина        |                      | Анна Самойлик                              | КРЖ 2022 (12 место)                       |
| 2023—24                                             | Юлия Кузнецова    | Анастасия Косогор | Алина Кордова       | Екатерина Тюбаева   | Анна Самойлик        | Галина Арсенькина                          | ЧРЖ 2024 (13 место)                       |
| 2024—25                                             | Анастасия Косогор | Алина Кордова     | Екатерина Тюбаева   | Дарья Клейменова    | Анна Самойлик        | Анна Самойлик, П.А. Самойлик               | КРЖ 2024 (14 место)                       |
| 2024—25                                             | Анастасия Косогор | Алина Кордова     | Екатерина Тюбаева   | Анастасия Сатина    | Анна Самойлик        | Анна Самойлик                              | ЧРЖ 2025 (12 место)                       |
| Кёрлинг среди смешанных команд (mixed curling)      |                   |                   |                     |                     |                      |                                            |                                           |
| 2013                                                | Анна Веневцева    | Сергей Киселёв    | Максим Демичев      | Наталья Рудакова    |                      |                                            | [ 5 ]                                     |
| 2014                                                | Сергей Киселёв    | Наталья Рудакова  | Анна Веневцева      | Кирилл Баранов      | Владислав Костиков   |                                            | [ 6 ]                                     |
| 2013—14                                             | Василий Грошев    | Анна Веневцева    | Андрей Жарников     | Юлдус Сейтхалилова  |                      |                                            | [ 7 ]                                     |
| 2014—15                                             | Анна Веневцева    | Сергей Киселёв    | Сергей Веневцев     | Наталья Рудакова    |                      |                                            | [ 8 ]                                     |
| 2016—17                                             | Анна Веневцева    | Анна Грушевская   | Александр Хамушин   | Денис Кашметов      |                      | Наталья Веневцева                          | [ 9 ]                                     |
| 2017—18                                             | Анна Веневцева    | Денис Кашметов    | Анна Грушевская     | Даниил Дмитриев     |                      |                                            | ЧРСК 2018 (15 место)                      |
| 2018—19                                             | Василий Грошев    | Анна Веневцева    | Владислав Величко   | Кристина Дудко      |                      |                                            | ЧРСК 2019 (9 место)                       |
| 2019—20                                             | Василий Грошев    | Анна Веневцева    | Владислав Величко   | Кристина Дудко      |                      |                                            | КРСК 2019                                 |
| 2020—21                                             | Василий Грошев    | Анна Самойлик     | Владислав Величко   | Кристина Дудко      |                      | Анна Самойлик                              | ЧРСК 2020 (8 место)                       |
| 2020—21                                             | Анна Самойлик     | Владислав Величко | Кристина Дудко      | Дмитрий Крапивин    |                      | Анна Самойлик                              | ЧРСК 2021 (6 место)                       |
| 2021—22                                             | Анна Самойлик     | Владислав Величко | Кристина Дудко      | Дмитрий Крапивин    |                      |                                            | ЧРСК 2022 (10 место)                      |
| 2022—23                                             | Валентин Андреев  | Анна Самойлик     | Владимир Морозов    | Анастасия Косогор   |                      | Анна Самойлик                              | ЧРСК 2023 (9 место)                       |
| 2023—24                                             | Валентин Андреев  | Анна Самойлик     | Владимир Морозов    | Анастасия Косогор   |                      | А.С. Самойлик (КРСК), Д.А. Кашметов (КРСК) | КРСК 2023 (8 место) · ЧРСК 2024           |
| Кёрлинг среди смешанных пар (mixed doubles curling) |                   |                   |                     |                     |                      |                                            |                                           |
| 2018—19                                             | Анна Веневцева    | Василий Грошев    |                     |                     |                      |                                            | ЧРСП 2019 (8 место)                       |
| 2019—20                                             | Анна Веневцева    | Василий Грошев    |                     |                     |                      |                                            | КРСП 2019 (10 место) ЧРСП 2020 (14 место) |
| 2020—21                                             | Анна Самойлик     | Данил Дмитриев    |                     |                     |                      |                                            | ЧРСП 2021 (28 место)                      |
| 2023—24                                             | Анна Самойлик     | Владимир Морозов  |                     |                     |                      | А.С. Самойлик, Д.А. Кашметов               | КРСП 2023 (19 место)                      |
| 2023—24                                             | Анна Самойлик     | Данил Дмитриев    |                     |                     |                      | Г.П. Арсенькина, П.А. Самойлик             | ЧРСП 2024 (18 место)                      |

(скипы выделены полужирным шрифтом)

## Достижения в гольфе
- Многократная чемпионка Красноярского края по гольфу.
- Участница чемпионатов России по гольфу.
- Серебряный призёр чемпионата России по гольфу среди студентов 2016.
- Текущий гандикап: 9,8.

## Частная жизнь
Из семьи спортсменов. Родители: Сергей Веневцев — кёрлингист, тренер по кёрлингу, один из создателей (в 2010) и президент Федерации кёрлинга Красноярского края, директор Красноярского колледжа олимпийского резерва, и Наталья Веневцева — кёрлингистка и тренер по кёрлингу (команды Анны и сборных Красноярского края), вице-президент Федерации кёрлинга Красноярского края.
Студентка Института управления бизнес-процессами и экономики Сибирского федерального университета и заочного отделения Института физической культуры, спорта и здоровья им. И.С. Ярыгина Красноярского государственного педагогического университета имени В. П. Астафьева.
В июле 2020 года вышла замуж за Павла Самойлика, сменила фамилию на Самойлик.